# Hoeocryptus anteforealis
Hoeocryptus anteforealis là một loài tò vò trong họ Ichneumonidae.